# Promotion League
La Promotion League es la tercera liga de fútbol más importante de Suiza, aunque en ella también participan equipos de Liechtenstein.

## Historia
Fue fundada en el año 2012 y cuenta con la participación de 16 equipos que se enfrentan todos contra todos a visita recíproca, en la cual el campeón asciende a la Challenge League, mientras que los peores dos equipos descienden a la 1. Liga.

## Equipos 2024-25
| Equipo              | Ciudad            | Estadio                  | Capacidad |
| ------------------- | ----------------- | ------------------------ | --------- |
| FC Baden            | Baden             | Esp Stadium              | 7,000     |
| FC Basel II         | Basilea           | Stadion Rankhof          | 7,000     |
| FC Bavois           | Bavois            | Stade des Peupliers      | 1,000     |
| FC Biel-Bienne      | Biena             | Tissot Arena             | 5,200     |
| FC Breitenrain Bern | Berna             | Spitalacker              | 1,500     |
| SC Brühl            | San Galo          | Paul-Grüninger-Stadion   | 4,200     |
| FC Bulle            | Bulle             | Stade de Bouleyres       | 5,000     |
| SC Cham             | Cham              | Stadion Eizmoos          | 1,800     |
| SR Delémont         | Delémont          | La Blancherie            | 5,263     |
| FC Grand-Saconnex   | Le Grand-Saconnex | Stade du Blanchè         | 825       |
| SC Kriens           | Kriens            | Stadion Kleinfeld        | 5,370     |
| FC Lugano II        | Lugano            | Cornaredo Stadium        | 6,360     |
| FC Lucerna II       | Lucerna           | Swissporarena            | 16,800    |
| FC Paradiso         | Paradiso          | Campo Pian Scairolo      | 1,000     |
| FC Rapperswil-Jona  | Rapperswil-Jona   | Stadion Grünfeld         | 2,500     |
| Vevey-Sports        | Vevey             | Stade de Copet           | 5,000     |
| BSC Young Boys II   | Berna             | Stadion Wankdorf         | 32,000    |
| FC Zürich II        | Zúrich            | Sportplatz Heerenschürli | 1,120     |

## Campeones
| Temporada | Club                    |
| --------- | ----------------------- |
| 2012-13   | FC Schaffhausen         |
| 2013-14   | FC Le Mont              |
| 2014–15   | Neuchâtel Xamax         |
| 2015–16   | Servette Genève         |
| 2016–17   | FC Rapperswil-Jona      |
| 2017–18   | SC Kriens               |
| 2018–19   | FC Stade Lausanne-Ouchy |
| 2019-20   | Yverdon-Sport           |
| 2020-21   | Yverdon-Sport           |
| 2021-22   | AC Bellinzona           |
| 2022-23   | FC Lucerna II           |
| 2023-24   | Étoile Carouge FC       |